# Палатник, Лев Самойлович
Лев Самойлович Палатник (26 апреля 1909, Полтава — 4 июня 1994, Харьков ) — советский физик, доктор физико-математических наук — 1952, профессор, заслуженный деятель науки и техники Украины — 1992.

## Биография
В 1926 году окончил Полтавскую индустриально-техническую школу — рабочий 6-го разряда по дорожном строительству. Пытался стать пианистом и дирижёром, прошёл прослушивание в Киевской консерватории, но тяга к науке победила.
Во время учёбы в Харькове был исключён в ходе чистки (его родители во времена Нэпа держали магазинчик). На Донбассе работал чернорабочим, техником на строительстве шахт.
В 1935 году окончил Харьковский государственный университет — физико-химический факультет.
Ещё в времени обучения — 1934 года — возглавил рентгеновскую лабораторию Харьковского электромеханического завода — под руководством Б. Я. Пинеса.
В 1938 году защитил кандидатскую диссертацию.
Во время Великой Отечественной войны эвакуировался с заводом, становится руководителем ЦЗЛ ХЭМЗ — Прокопьевск Кемеровской области, в 1944 году вернулся из эвакуации, возглавлял до перевода в 1947 году Харьковский государственный университет.
В 1952 году защитил докторскую диссертацию.
Работал в Харьковском политехническом институте с 1954 по 1994 год, с 1953 по 1961 возглавлял кафедру металлофизики.
В 1955 году основал новое направление — физики плёнок и физического материаловедения.
В 1950-х годах организовал первый в СССР студенческий научный семинар.
С 1961 по 1988 год заведовал кафедрой металлофизики Харьковского политехнического института.
В 1963 году основал лабораторию микроэлектроники.
За цикл работ «Размерные эффекты в малых частицах твердого тела» удостоен Государственной премии УССР в области науки и техники 1986 года.
Руководил исследованиями в области физики тонких плёнок и пленочного материаловедения. Эти исследования составили базу для новой научной школы.
Книга Палатника, написанная в соавторстве с Ландау — «Фазовые превращения в многокомпонентных системах» была переиздана в США.
Опубликовал с сотрудниками более 700 статей, 500 научных работ и 90 изобретений, 15 монографий, 2 учебников.
Является одним из основателей направления космического материаловедения.
Был инициатором создания и организатором физико-технического факультета Харьковского политехнического института.
Способствовал тому, что его воспитанники проходили стажировку в Великобритании, Германии, США, Франции, Японии и других странах. Он и подготовленные им учёные исследуют такие вопросы физики, как:
- научные основы получения пленочных и композиционных материалов для микроэлектроники, рентгеновской оптики, приборо — и машиностроения
- гелиоэлектрика
- поиски путей повышения радиационной стойкости и производственного ресурса конструкционных материалов
- методы прогнозирования поведения конструкционных материалов в условиях многофакторного воздействия и создание средств их защиты
- Высокотемпературная сверхпроводимость
- Магнитно-импульсная обработка металлов
- Криофизика
- структура и свойства сверхтвердых материалов
- Физика аморфных сплавов

Одно из изобретений — «Свойство химической инертности примесей металлов в полупроводниках со стехиометрическими вакансиями», 1981.
Как педагог подготовил 20 докторов и 90 кандидатов наук.
Данные о нём включены в справочник «5000 выдающихся личностей мира».
23 апреля 1999 года на здании ректорского корпуса Харьковского политехнического университета установлена памятная доска (скульптор Сек. А. Гурбанов).